# Promitheas Patras B.C.
Promitheas Patras B.C. (Griego: Προμηθέας Πατρών K.A.E.) es un equipo de baloncesto profesional griego, con sede en la ciudad de Patras, que disputa la competición de la A1 Ethniki. Fue fundado en 1986. Disputa sus encuentros como local en el Dimitris Tofalos Arena, con capacidad para 4.200 espectadores.

## Historia
El club polideportivo A.S. Promitheas Patras se fundó en 1985, y un año más tarde se creó la sección de baloncesto masculino, comenzando su andadura en la Gamma Ethniki, la cuarta división del baloncesto griego. En un solo año ascendió a la Beta Ethniki, y en 1992 alcanzó por primera vez la A2 Ethniki, la segunda división, aunque descendió de nuevo al año siguiente.
Desde entonces se sucedieron continuos ascensos y descensos, encontrándose en 2013 de nuevo en la cuarta categoría, pero desde ese momento consiguió tres ascensos de forma consecutiva, llegando por primera vez a la máxima categoría, la A1 Ethniki, en 2016. Para esta nueva etapa contrató como entrenador a Nikos Vetoulas, con una amplia experiencia a nivel nacional e internacional.

## Trayectoria
| Season  | Categoría | División      | Pos. | Postemporada | Copa de Grecia   | Europa             | Europa | Europa |
| ------- | --------- | ------------- | ---- | ------------ | ---------------- | ------------------ | ------ | ------ |
| 2013–14 | 4         | Gamma Ethniki | 1    | Ascendido    | —                | —                  | —      | —      |
| 2014–15 | 3         | Beta Ethniki  | 1    | Ascendido    | —                | —                  | —      | —      |
| 2015–16 | 2         | A2 Ethniki    | 3    | Ascendido    | —                | —                  | —      | —      |
| 2016–17 | 1         | A1 Ethniki    | 9º   | 10–16        | Octavos de final |                    |        |        |
| 2017–18 | 1         | A1 Ethniki    | 4º   | 19–15        | Octavos de final |                    |        |        |
| 2018–19 | 1         | A1 Ethniki    | 2º   | 21–15        | Cuartos de final | 2 Champions League | R16    |        |
| 2019–20 | 1         | A1 Ethniki    | 4º   | 12–7         | Finalista        | 2 EuroCup          | TOP 8  |        |

## Jugadores destacados
| - Vladimir Petrović-Stergiou - Dimitris Katiakos - Angelos Tsamis - Fanis Koumpouras - Petros Noeas - Steve Panos - Giorgos Danas | - Giorgos Papapetrou - Nikos Pettas - Zisis Sarikopoulos - Nikos Gikas - Yannick Franke | - Mouhammad Faye - Eli Carter - McKenzie Moore - Cavell Johnson |